# Giáo hoàng Grêgôriô X
Grêgôriô X (Latinh: Gregorius X) là vị giáo hoàng thứ 184 của giáo hội công giáo. Ông đã được giáo hội suy tôn lên hàng chân phước sau khi qua đời.
Theo niên giám tòa thánh năm 1806 thì ông đắc cử giáo hoàng năm 1271 và ở ngôi trong 4 năm 2 tháng 10 ngày. Niên giám tòa thánh năm 2003 xác định ông đắc cử ngày 1 tháng 10 năm 1271, ngày khai mạc chức vụ mục tử đoàn chiên chúa là ngày 27 tháng 3 năm 1272 và ngày kết thúc triều đại là ngày 10 tháng 1 năm 1276.

## Trước khi trở thành giáo hoàng
Giáo hoàng Gregorius X sinh tại Piacenza với tên thật là Teobaldo Visconti vào khoảng năm 1210.
Cuộc đời của ông ít ai biết. Ông là Tổng phó tế của Liège. Ông đi theo Hồng y Ottoboni trong chuyến du lịch sang Anh, rồi Edouard của nước Anh trong chuyến hành hương đến Palestin.
Trong khi ở tại Acre, ông được triệu tập bởi một mật tuyển viện đã kéo dài từ khi Clement IV qua đời năm 1268.

## Bầu cử
Tình hình lúc bấy giờ rất bế tắc bởi sự bất đồng giữa những người Italia và người Pháp; mỗi bên đều muốn một vị giáo hoàng thuộc đất nước của mình vì tình hình chính trị chung quanh Charles I của Sicilia.
Năm 1268, các hồng y họp suốt 17 tháng mà không ai đạt 2/3 số phiếu. Người ta phải giữ (nhốt) các hồng y không cho vị nào rời phòng họp, vua Louis IX thì gửi tối hậu thư thúc giục, còn dân chúng có khi phải gỡ mái lâu đài giữa mùa mưa gây áp lực, yêu cầu các ông bầu cử cho nhanh hơn.
Tình hình được giải tỏa khi các cư dân Viterbe, nơi các hồng y đang nhóm họp quyết định nhốt họ lại và chỉ để cho họ bánh mì và nước lã cho đến khi họ tìm ra người kế vị. Ba ngày sau khi sau Visconti đến Viterbe vào tháng 2 năm 1272 thì ông được bầu trong khi ông không phải là hồng y, thậm chí cũng không phải là linh mục. Ông chấp nhận mũ ba tầng dưới tên Gregorius X.

## Triều giáo hoàng
Để cân bằng quyền lực thái quá mà Charles d’Anjou đang nắm giữ, ông trao vương miện đế vương cho Rudolf Hapsburg. Trước sự kháng cự của Florentia, ông ra vạ tuyệt thông thành phố. Dân chúng yêu mến Gregory và tuyên bố ông là một vị thánh.
Ông triệu tập Công đồng Chung XIV: Lyon II để giải phóng Đất Thánh và để hiệp nhất với người Hy Lạp. Công đồng này chỉ đem lại một kết quả phù du, nhất là về điểm sau cùng này vì Giáo hội Hy Lạp không thực tế tham gia vào các cuộc bàn luận. Mặc dù đã bị bãi bỏ một thời gian ngắn bởi Giáo hoàng Adrian V và Giáo hoàng Gioan XXI, những quy định này vẫn có hiệu lực cho đến thế kỷ 20, khi chúng được Giáo hoàng Phaolô VI thay đổi.
Tại công đồng này, Gregorius X cũng tuyên bố đời sống gương xấu của hàng giáo phẩm phải gánh chịu trách nhiệm về sự suy vong của thế giới. Cũng tại công đồng này, linh mục Humberto di Romanis, nguyên bề trên tổng quyền dòng Dominico, cũng đệ trình một chương trình cải tổ được biên soạn theo lệnh của Gregorius X.
Thói quen quỳ gối trước Thánh thể khi đem cho bệnh nhân có từ thế kỷ XI. Giáo hoàng Gregorius X đã truyền cho giáo dân phải quỳ trong thánh lễ từ khi dâng Bánh thánh lên cho tới khi rước lễ, trừ mùa Giáng sinh và Phục sinh.

## Grêgôriô X trong văn hóa đại chúng
Teobaldo Visconti là một nhân vật trung tâm trong bộ phim ngắn Marco Polo của Mỹ - Ý năm 1982, nhân vật này được diễn viên người Mỹ Burt Lancaster thể hiện. Nhân vật cùng tên cũng được diễn viên người Ireland Gabriel Byrne khắc họa trong loạt phim khác của Netflix Marco Polo.